# K'Nex

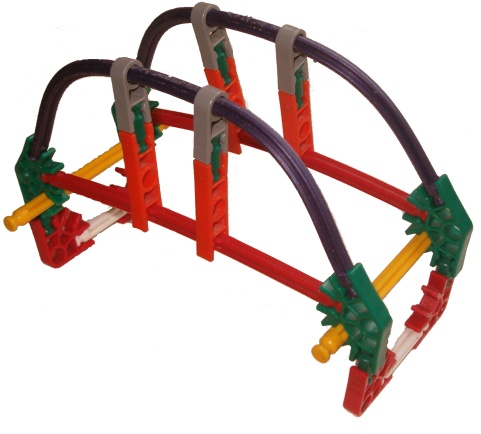
Un ponte fatto con K’Nex

K'Nex è il marchio di un gioco di costruzioni inventato da Joel Glickman, progettato e prodotto dalla Industries di Hatfield (Pennsylvania) negli (Stati Uniti).
Il nome è una variazione della fonetica inglese per connects, e si pronuncia alla stessa maniera.
Il sistema di costruzione consiste nel collegare stecchini e connettori di plastica, che possono formare tutti i tipi di aggeggi.